# Campionato mondiale giovanile di scherma 1975
Il Campionato mondiale juniores di scherma del 1975 ("1975 World Juniors Fencing Championships") è stato organizzato dalla Federazione internazionale della scherma e si è svolto a Città del Messico in Messico dal 28 marzo al 2 aprile.
Nel fioretto, si sono aggiudicati i titoli del campionato mondiale il rumeno Petru Kuki, che ha battuto in finale il tedesco Matthias Behr, e la francese Véronique Trinquet che ha avuto la meglio sull'italiana Susanna Batazzi.
Nella spada l'elvetico Michel Poffet ha battuto in finale il francese Philippe Boisse, ottenendo il titolo mondiale juniores maschile.
Nella sciabola l'italiano Angelo Arcidiacono prevale sul sovietico Michail Burcev.

## Podi

### Uomini
| Specialità  | Oro                | Argento         | Bronzo                 |
| Individuali |                    |                 |                        |
| Fioretto    | Petru Kuki         | Matthias Behr   | Sergey Kosenko         |
| Spada       | Michel Poffet      | Philippe Boisse | Timothy Glass          |
| Sciabola    | Angelo Arcidiacono | Michail Burcev  | Gianfranco Dalla Barba |

### Donne
| Specialità  | Oro                | Argento         | Bronzo        |
| Individuali |                    |                 |               |
| Fioretto    | Véronique Trinquet | Susanna Batazzi | Ingrid Losert |

## Medagliere
| Pos.   | Nazione          | Oro | Argento | Bronzo | Totale |
| ------ | ---------------- | --- | ------- | ------ | ------ |
| 1      | Italia           | 1   | 1       | 1      | 3      |
| 2      | Francia          | 1   | 1       | 0      | 2      |
| 3      | Svizzera         | 1   | 0       | 0      | 1      |
| 3      | Romania          | 1   | 0       | 0      | 1      |
| 5      | Unione Sovietica | 0   | 1       | 1      | 2      |
| 5      | Germania         | 0   | 1       | 1      | 2      |
| 6      | Stati Uniti      | 0   | 0       | 1      | 1      |
| Totale | Totale           | 4   | 4       | 4      | 12     |